# ГЕС Bento Munhoz da Rocha Netto (Foz do Areia)
ГЕС Bento Munhoz da Rocha Netto (Foz do Areia) — гідроелектростанція на південному сході Бразилії у штаті Парана. Знаходячись перед ГЕС Ney Aminthas de Barros Braga, становить верхній ступінь каскаду на річці Ігуасу, яка впадає зліва в другу за довжиною річку Південної Америки Парану.
У межах проєкту річку перекрили кам'яно-накидною греблею з бетонним облицюванням висотою 160 метрів та довжиною 828 метрів, для спорудження якої воду відвели за допомогою двох тунелів діаметром по 12 метрів. Гребля утримує водосховище з площею поверхні 167 км2 та об'ємом 6066 млн м3.
Пригреблевий машинний зал обладнали чотирма турбінами типу Френсіс потужністю від 239 МВт до 430 МВт кожна (номінальна 419 МВт), що відповідає напору від 98 до 135 метрів. Це дозволяє забезпечити виробіток 4 млрд кВт·год електроенергії на рік.
Можливо також відзначити, що спорудження станції Foz do Areia призвело до закриття малої ГЕС Salto Grande do Iguaçu (15,2 МВт), що працювала в цьому районі з 1967 по 1979 роки.